# بلازبلو: كروس تاغ باتل
بلازبلو: كروس تاغ باتل (باليابانية:|ブレイブルー クロスタッグバトル) (بالإنجليزية:BlazBlue: Cross Tag Battle)، هي لعبة فيديو تم إصداره بالأسواق اليابانية في شهر مارس 2018، حيث تعمل اللعبة على منصات مايكروسوفت ويندوز، بلاي ستيشن 4 ونينتندو سويتش، وهي من نوع مواجهة شخصية ضد شخصية منافسة.

## الموقع الخارجي
- الموقع الرسمي
 (بالانكليزية)